# Hořany (Most)
Hořany (německy Hareth) jsou zaniklá vesnice v okrese Most v Ústeckém kraji. Nacházela se asi čtyři kilometry západně od centra města Mostu u jihozápadního úpatí kopce Resslu v nadmořské výšce 275 metrů a její katastrální území měřilo 356 hektarů. Obec byla zbořena v letech 1980–1981 kvůli těžbě hnědého uhlí. Katastrální území Hořan je součástí města Most. Stojí v něm místní části Čepirohy, Souš a Most.

## Název
Název vesnice vycházel z její polohy ve vyvýšené poloze ve významu ves Hořanů (lidí bydlících na hoře), ale už nejstarší zaznamenaný tvar (Horant) je poněmčený. V historických pramenech se jméno objevuje ve tvarech: Horant (1396), v Hořanech (okolo roku 1420), in Horzanech (1450), Horžany a Harett (1585), na Hořanech (1615), Harreth (1787) a Harreth (též Hareth, Harret, Harräth; 1846).

## Historie

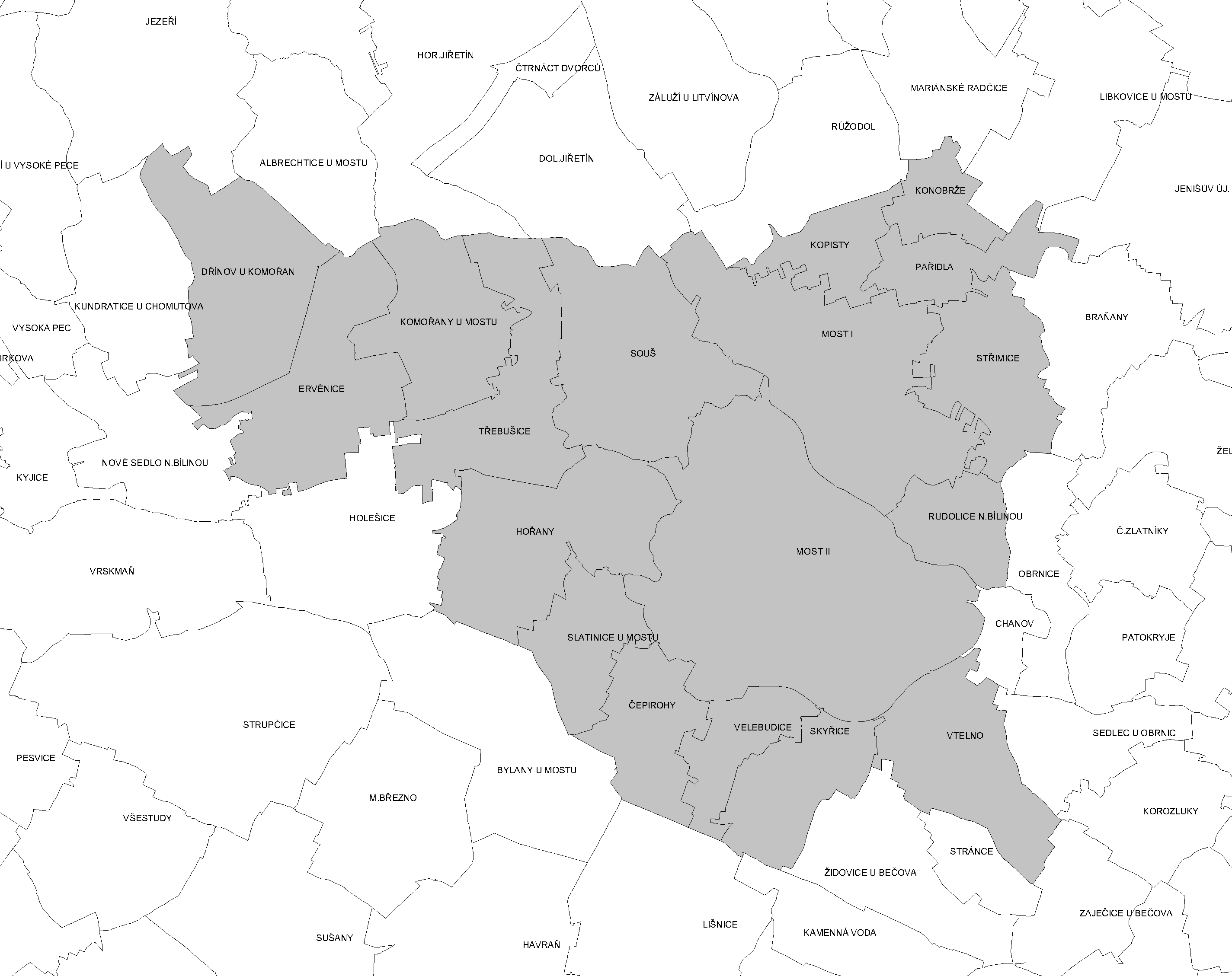
Katastrální území Mostu

Nejstarší písemná zpráva o Hořanech pochází z roku 1396, kdy Václav a Těma z Koldic věnovali plat ze zdejší vsi faráři Janovi z Krupky. V 15. a 16. století byla ves manstvím mosteckého hradu a její majitelé se střídali. V 16. století ji měli v majetku Satanéřové z Drahovic. Na konci 16. století bylo manství zrušeno. V té době vlastnil vesnici Jindřich Domináček z Písnice (1555–1608), který ji v roce 1595 prodal městu Mostu za 9000 kop míšeňských grošů. Město však Hořany zanedlouho (roku 1600) prodali Markétě Hochhauserové z Hochhauseru a jejímu synovi Janu Václavovi. V roce 1626 získal Hořany Jiří Schön ze Schönecku, císařský rychtář v Mostě.

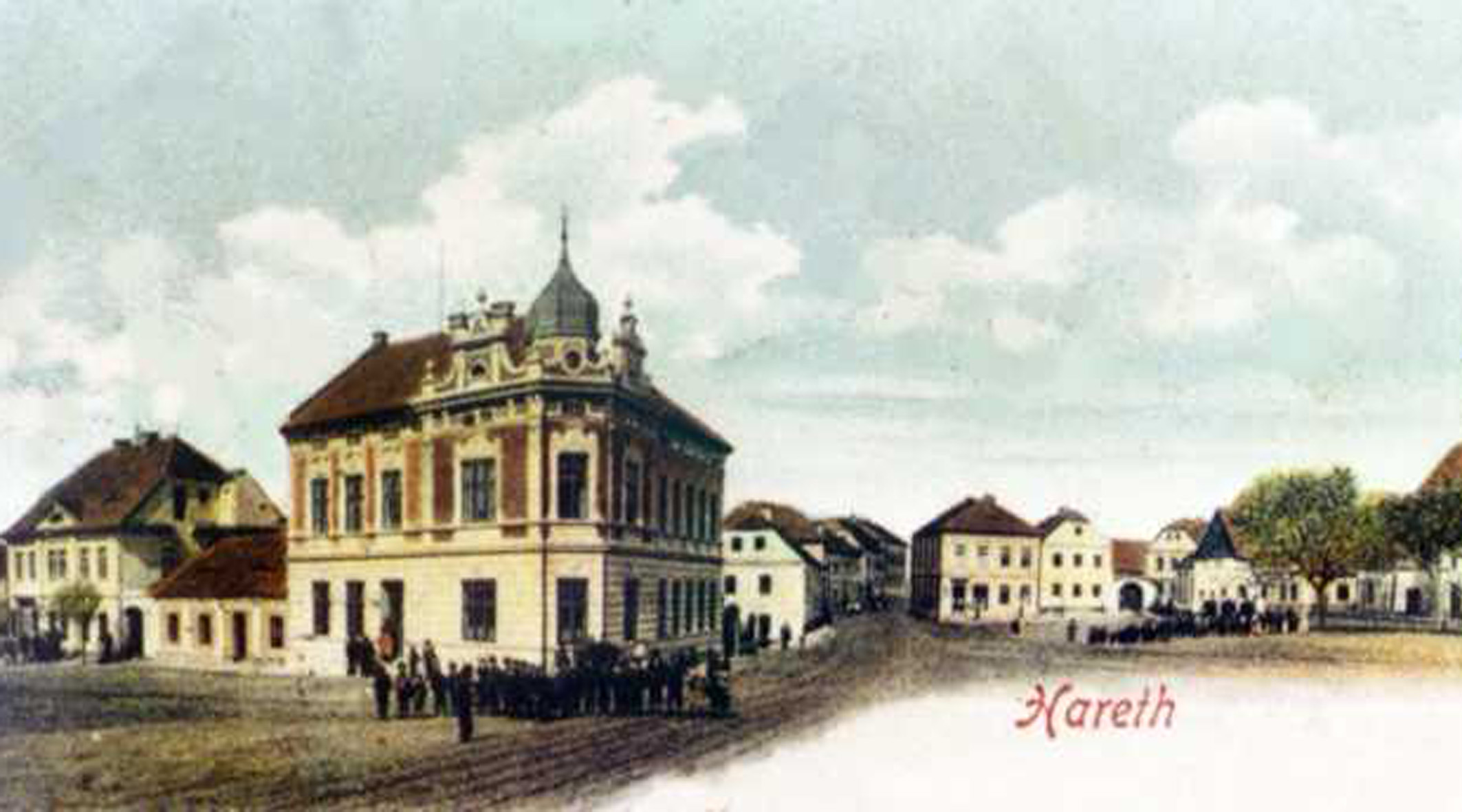
Hořany na začátku 20. století

V 18. století se uvádějí jako majitelé Zessnerové ze Spitzenberka a roku 1773 byl majitelem pražský měšťan František Xaver Glaser z Glasersbergu, který v tomto roce v obci zřídil hřbitov. V roce 1811 přešel statek Hořany na svobodnou paní Marii z Ottlilienfeldu a Annu Dominiku z O`Byrnu, obě rozené z Glasersbergu. V majetku Ottlilienfeldů zůstaly Hořany až do roku 1848.
Po tomto roce ves stala samostatnou obcí. Hořany příslušely do farnosti ve Slatinicích a děti do Slatinic chodily do školy. Roku 1883 byla v Hořanech zřízena škola, která byla do roku 1888 expoziturou slatinické školy a poté jako samostatná dvoutřídní škola. V první polovině 19. století vznikl v Hořanech nejmladší pivovar na Mostecku, který vyráběl pivo i pro statek Stránce. Po obtížích s nákupem chmele byla výroba roku 1882 zastavena a jeho budova se od té doby využívala jako stáje.
Od druhé poloviny 18. století se v Hořanech začali usazovat Židé, kteří zde vytvořili silnou židovskou komunitu. V roce 1851 zde žili 104 Židé z celkového počtu 354 obyvatel. Židé si zde postavili synagogu, která byla později přeměněna na obytný dům.
Obec zanikla v letech 1980–1981 v důsledku rozšíření těžby hnědého uhlí. Uhelné sloje již byly vytěženy a oblast byla rekultivována pro zemědělské využití.

## Obyvatelstvo
Při sčítání lidu v roce 1921 ve vsi žilo 893 obyvatel (z toho 446 mužů), z nichž bylo 403 Čechoslováků, 478 Němců a dvanáct cizinců. Většina se hlásila k římskokatolické církvi, ale třináct lidí bylo evangelíky, 28 jich patřilo k církvi československé a 274 bylo bez vyznání. Podle sčítání lidu z roku 1930 měla vesnice 1 015 obyvatel: 418 Čechoslováků, 590 Němců, jednoho příslušníka jiné národnosti a šest cizinců. Kromě 26 evangelíků, 32 členů církve československé a 301 lidí bez vyznání byli římskými katolíky.
|           | 1869 | 1880 | 1890 | 1900 | 1910 | 1921 | 1930  | 1950 | 1961 | 1970 | 1980 |
| --------- | ---- | ---- | ---- | ---- | ---- | ---- | ----- | ---- | ---- | ---- | ---- |
| Obyvatelé | 333  | 509  | 605  | 656  | 813  | 893  | 1 015 | 652  | 607  | 502  | 443  |
| Domy      | 52   | 54   | 57   | 63   | 63   | 63   | 104   | 121  | 112  | 111  | 107  |

## Pamětihodnosti
- Původně raně barokní dvoupatrový zámek, přestavěn v letech 1811–1813 a 1836. Zámecká kaple svatého Blažeje byla postavena v roce 1701.[6]
- Socha svatého Jana Nepomuckého ze druhé poloviny 18. století